# Liriomyza bulbipalpis
Liriomyza bulbipalpis este o specie de muște din genul Liriomyza, familia Agromyzidae, descrisă de Tschirnhaus în anul 1992. Conform Catalogue of Life specia Liriomyza bulbipalpis nu are subspecii cunoscute.